# نادي رويال شارلروا
نادي رويال شارلروا الرياضي (بالفرنسية: Royal Charleroi Sporting Club)‏ نادي كرة قدم بلجيكي من مدينة شارلروا. يلعب في دوري الدرجة الأولى. تم تأسيس النادي في سنة 1904.

## اللاعبين
آخر تحديث 31 January 2022.
ملاحظة: تشير الأعلام إلى المنتخب الوطني على النحو المحدد في قواعد الأهلية للفيفا. قد يحمل اللاعبون أكثر من جنسية واحدة غير تابعة للفيفا.
| الرقم | البلد      | المركز | اللاعب                                       |
| ----- | ---------- | ------ | -------------------------------------------- |
| 1     | السنغال    | حارس   | بينغورو كامارا (on loan from نادي ستراسبورغ) |
| 3     | سويسرا     | مدافع  | Stefan Knezevic                              |
| 4     | بلجيكا     | مدافع  | Jules Van Cleemput                           |
| 5     | توغو       | مدافع  | Loïc Bessilé                                 |
| 6     | الجزائر    | وسط    | آدم زرقان                                    |
| 7     | فرنسا      | وسط    | Karim Zedadka (on loan from نادي نابولي)     |
| 8     | إيران      | وسط    | علي جولزاده                                  |
| 9     | ساحل العاج | مهاجم  | فاكون بايو (on loan from Gent)               |
| 10    | السنغال    | مهاجم  | يوسوف مامادو بادجي (on loan from كلوب بروج)  |
| 12    | بلجيكا     | مدافع  | جوريس كاييمبي                                |
| 13    | فرنسا      | حارس   | Didier Desprez                               |
| 14    | ليتوانيا   | مهاجم  | Nauris Petkevičius                           |
| 15    | بلجيكا     | مهاجم  | Anthony Descotte                             |

| الرقم | البلد        | المركز | اللاعب                                        |
| ----- | ------------ | ------ | --------------------------------------------- |
| 16    | بوركينا فاسو | حارس   | كواكو هيرفي كوفي                              |
| 21    | قبرص         | مدافع  | Stelios Andreou                               |
| 23    | فرنسا        | مدافع  | ستيفن ويليمز                                  |
| 25    | نيجيريا      | مدافع  | Valentine Ozornwafor (on loan from غلطة سراي) |
| 26    | مدغشقر       | وسط    | ماركو إيلايماهاريترا                          |
| 28    | بلجيكا       | مهاجم  | Ken Nkuba                                     |
| 29    | بلجيكا       | مدافع  | Reda Akbib                                    |
| 31    | بلجيكا       | مدافع  | Martin Wasinski                               |
| 32    | بلجيكا       | مدافع  | Mehdi Boukamir                                |
| 38    | بلجيكا       | وسط    | Jackson Tchatchoua                            |
| 39    | بلجيكا       | وسط    | Kilian Lokembo                                |
| 40    | بلجيكا       | حارس   | Matteo Chiacig                                |
| 44    | اليابان      | وسط    | ريوتا موريأوكا (قائد الفريق)                  |
| 70    | بلجيكا       | مهاجم  | أنس الزروري                                   |
|       | ساحل العاج   | مدافع  | بنيامين كاراموكو                              |
|       | بلجيكا       | وسط    | دان هيامانس (on loan from نادي فينيزيا)       |

### On loan
ملاحظة: تشير الأعلام إلى المنتخب الوطني على النحو المحدد في قواعد الأهلية للفيفا. قد يحمل اللاعبون أكثر من جنسية واحدة غير تابعة للفيفا.
| الرقم | البلد    | المركز | اللاعب                                                     |
| ----- | -------- | ------ | ---------------------------------------------------------- |
| 2     | بلغاريا  | مدافع  | ايفان غورانوف (at ليفسكي صوفيا until 30 June 2022)         |
|       | بلجيكا   | مدافع  | Levi Malungu (at MVV until 30 June 2022)                   |
| 17    | البرازيل | وسط    | لوكاس ريبيرو كوستا (at فاسلاند بيفيرين until 30 June 2022) |

| الرقم | البلد      | المركز | اللاعب                                                               |
| ----- | ---------- | ------ | -------------------------------------------------------------------- |
| 19    | ساحل العاج | وسط    | Aboubakar Keita (at RWDM47 until 30 June 2022)                       |
| 20    | ساحل العاج | وسط    | Jean Thierry Lazare (at رويال يونيون سان خيلويزي until 30 June 2022) |
| 70    | إيران      | وسط    | يونس دلفي (at إتش إن كيه غوريسا until 30 June 2022)                  |